# المشراق (بعدان)

تعديل مصدري - تعديل

المشراق محلة تابعة لقرية مودن، التابعة لعزلة حيسان بمديرية بعدان إحدى مديريات محافظة إب في الجمهورية اليمنية، بلغ تعداد سكانها 25 حسب تعداد اليمن لعام 2004.